# Acanthosaura capra
Acanthosaura capra là một loài thằn lằn trong họ Agamidae. Loài này được Günther mô tả khoa học đầu tiên năm 1861.

## Hình ảnh

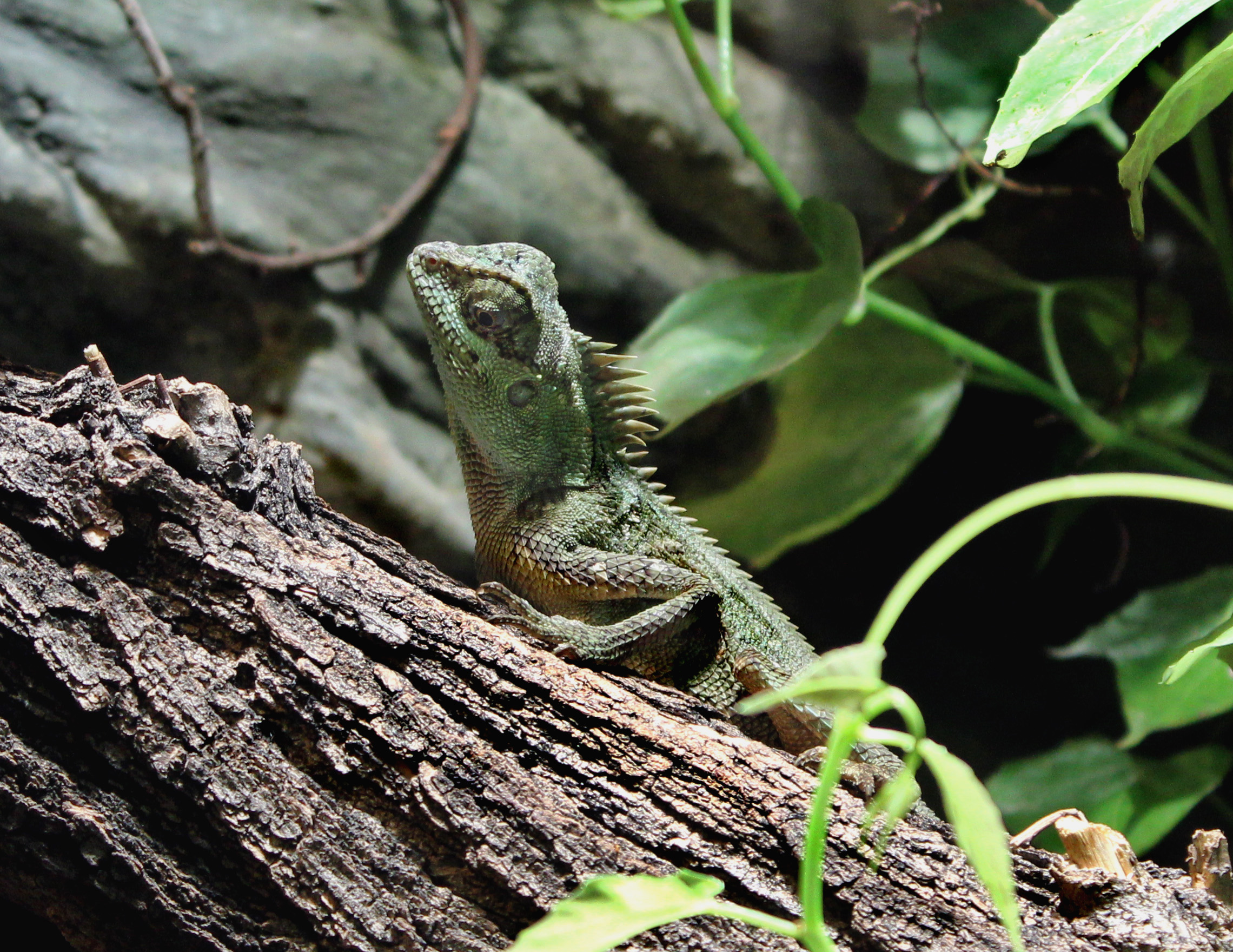
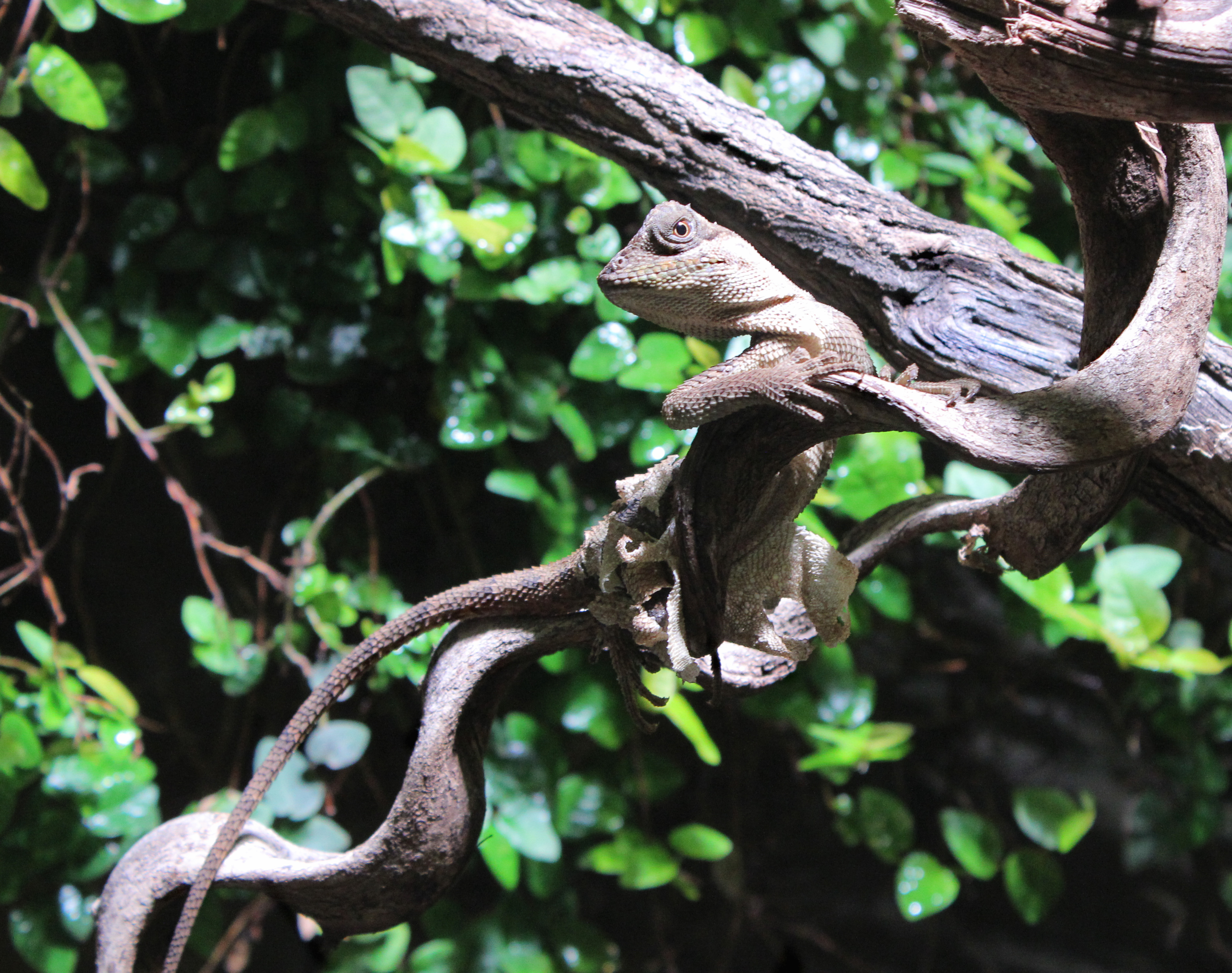
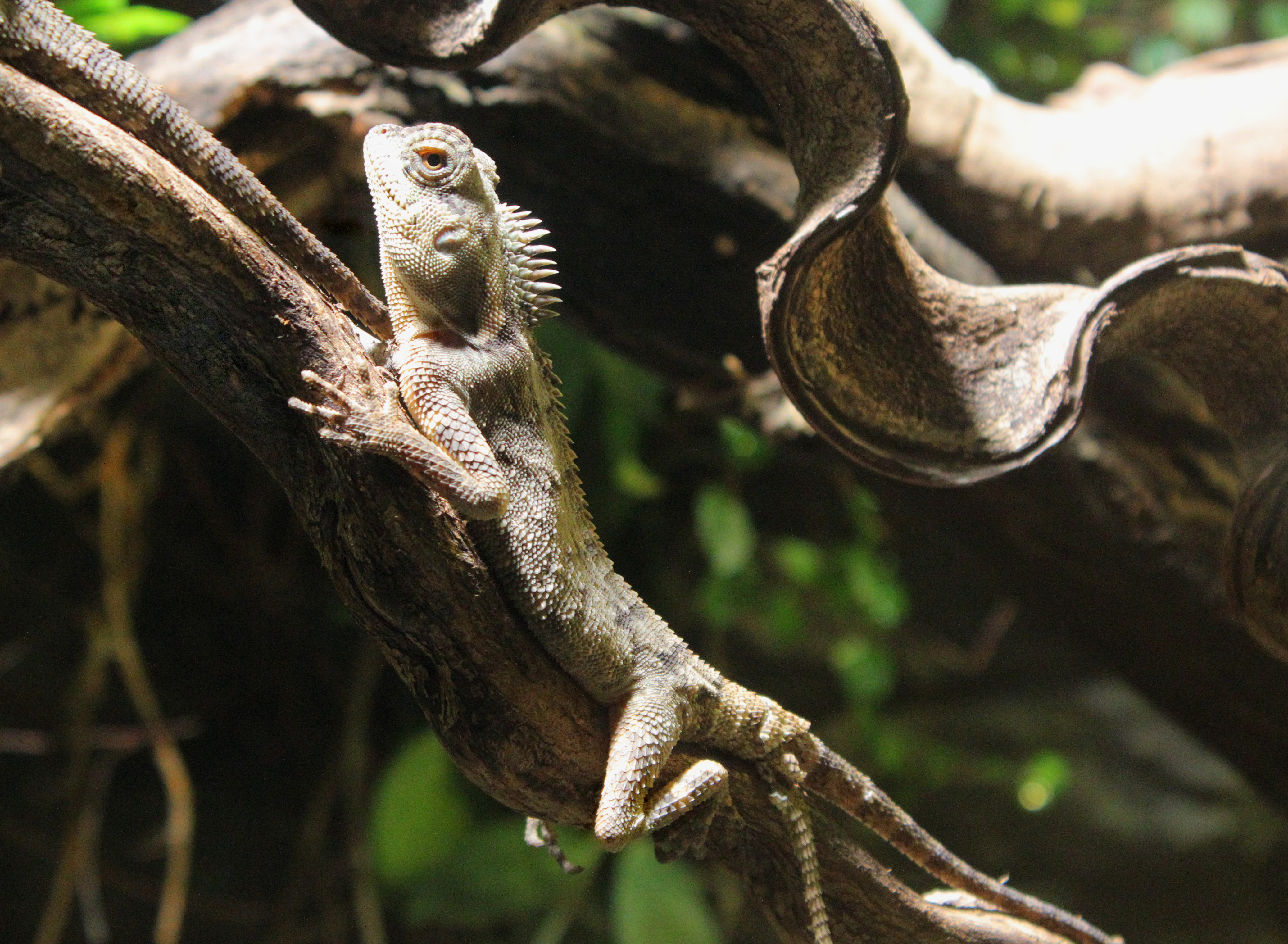
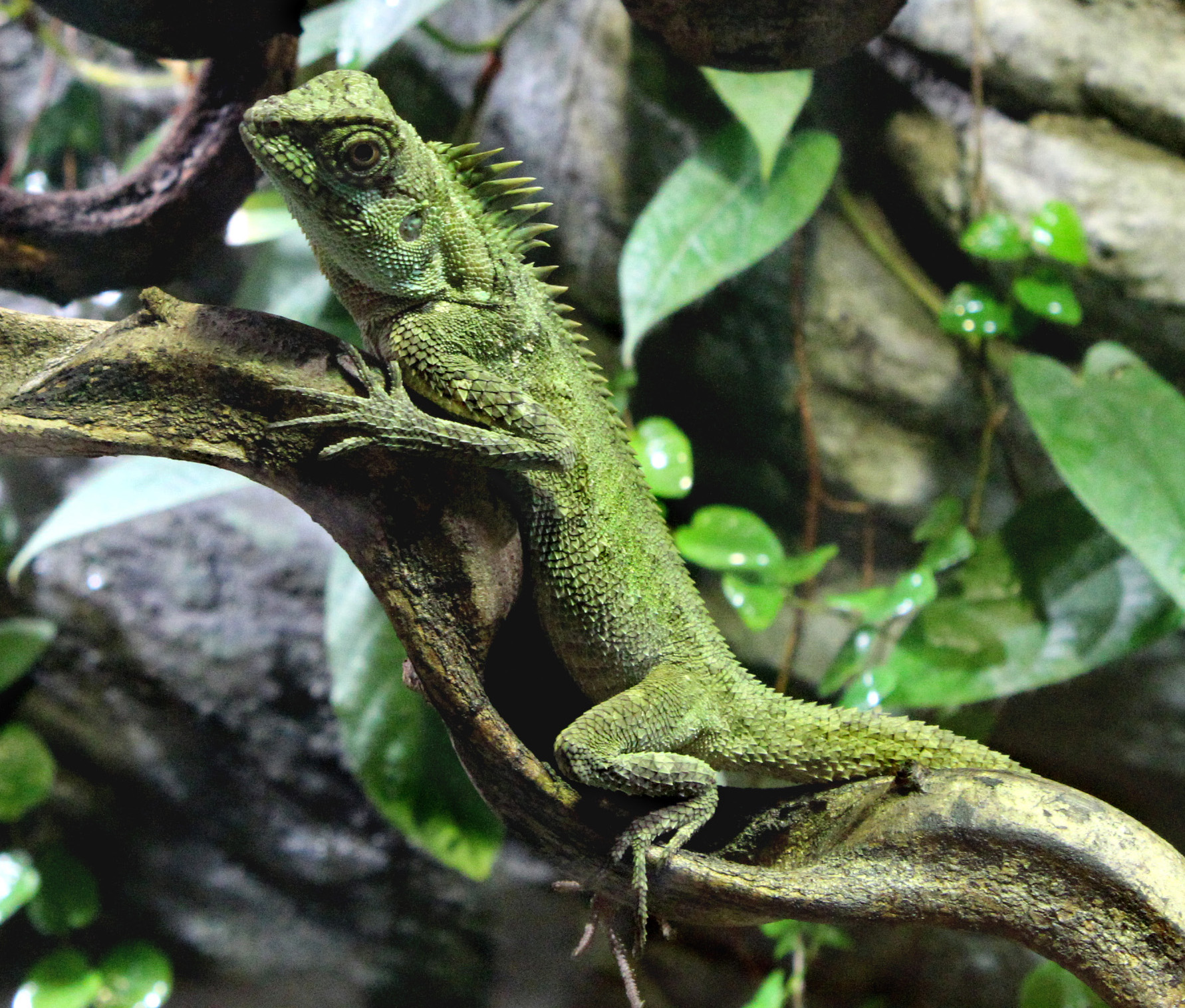